# رایشس‌مارشال

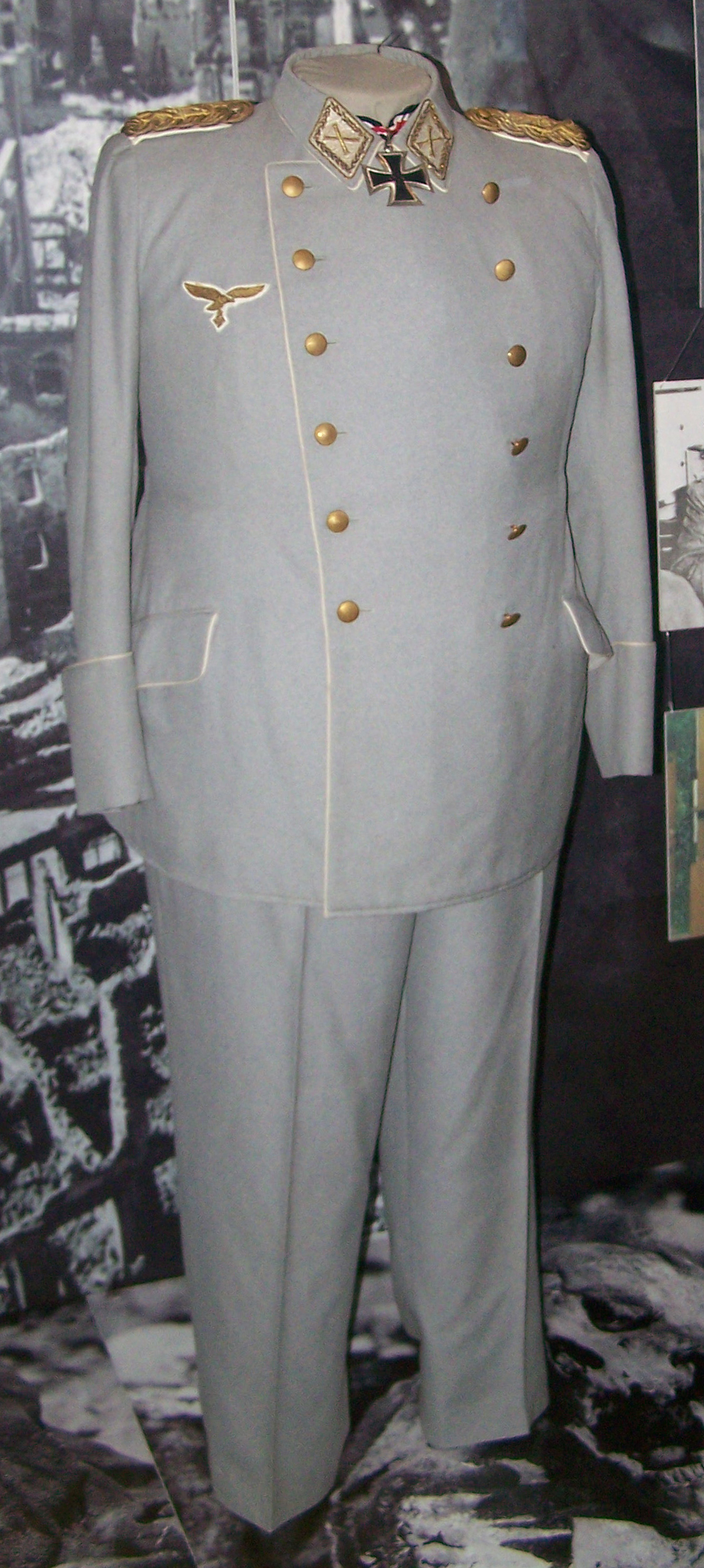
یونیفورم رسمی هرمان گورینگ

رایش‌مارشال (آلمانی: Reichsmarschall) بالاترین درجه نظامی ویژه بعد از رایش‌فروهر در ارتش آلمان نازی (ورماخت) بود که هیتلر آن را منحصراً به فِلدمارشال هرمان گورینگ یعنی بالاترین شخصیت حزبی بعد از خود اعطا کرد.

## نگارخانه
